# Hipismo nos Jogos Pan-Americanos de 1963
As competições de hipismo nos Jogos Pan-Americanos de 1963 foram realizadas em São Paulo, no Brasil. Cinco eventos concederam medalhas.

## Medalhistas
| Evento                           | Ouro                               | Prata                                | Bronze                         |
| -------------------------------- | ---------------------------------- | ------------------------------------ | ------------------------------ |
| Saltos individual detalhes       | Mary Mairs USA Estados Unidos      | Carlos Delia ARG Argentina           | Américo Simonetti CHI Chile    |
| Saltos por equipes detalhes      | USA Estados Unidos                 | ARG Argentina                        | CHI Chile                      |
| Adestramento individual detalhes | Patricia Galvin USA Estados Unidos | Francisco d'Alessandri ARG Argentina | Héctor Clavel CHI Chile        |
| CCE individual detalhes          | Michael Page USA Estados Unidos    | Kevin Freeman USA Estados Unidos     | Carlos Moratorio ARG Argentina |
| CCE por equipes detalhes         | USA Estados Unidos                 |                                      |                                |

## Quadro de medalhas
| Ordem | País               | Medalha de ouro | Medalha de prata | Medalha de bronze |    |
| ----- | ------------------ | --------------- | ---------------- | ----------------- | -- |
| 1     | USA Estados Unidos | 5               | 1                |                   | 6  |
| 2     | ARG Argentina      |                 | 3                | 1                 | 4  |
| 3     | CHI Chile          |                 |                  | 3                 | 3  |
| TOTAL | TOTAL              | 5               | 4                | 4                 | 13 |

## Ligação externa
- Jogos Pan-Americanos de 1963